# Strada statale 706 Tangenziale Est di Asti
La strada statale 706 Tangenziale Est di Asti (SS 706), già nuova strada ANAS 24 Tangenziale Est di Asti (NSA 24), è una strada statale italiana di scorrimento veloce che scorre nella zona a nord-est di Asti.

## Percorso
La strada ha inizio come naturale prosecuzione della strada statale 231 di Santa Vittoria in corrispondenza dell'intersezione con la ex strada statale 10 Padana Inferiore e dello svincolo Asti Est dell'A21 Torino-Brescia. Il tracciato supera quindi la stessa A21 e proseguendo in direzione nord-ovest si affianca alla ex strada statale 457 di Moncalvo all'altezza di Pontesuero.
L'arteria prosegue quindi parallela fin nei pressi della stazione di Portacomaro, dove si innesta sulla SP 26 all'altezza dell'innesto sulla ex SS 457.
Le caratteristiche del tracciato sono di una strada a carreggiate separate con due corsie per senso di marcia, priva di incroci a raso.

### Tabella percorso
| Tangenziale Est di Asti |                                                                         |     |           |
| Tipo                    | Indicazione                                                             | km  | Provincia |
|                         | di Santa Vittoria AT-CN - Alba                                          | 0,0 | AT        |
|                         | ex Padana Inferiore TO-TS - Asti - Alessandria                          | 0,0 | AT        |
|                         | Asti Caniglie - Pontesuero - ex di Moncalvo                             | 2,2 | AT        |
|                         | ex di Moncalvo Callianetto                                              | 2,6 | AT        |
|                         | Portacomaro-Quattordio Portacomaro - ex di Moncalvo - Casale Monferrato | 6,7 | AT        |

## Storia
La prima porzione di tracciato aperta al traffico corrisponde al tratto compreso tra la ex SS 10 e lo svincolo per la ex SS 457 presso Pontesuero, attivo dal 10 settembre 1997.
Il secondo tratto da Pontesuero all'innesto sulla SP 26 presso la stazione di Portacomaro è invece stato inaugurato il 31 luglio 2002.
Nel 2005 fu adotta la provvisoria classificazione di nuova strada ANAS 24 Tangenziale Est di Asti (NSA 24), fino alla definitiva classificazione avvenuta nel 2011 col seguente itinerario: "Innesto con la S.S. n. 231 presso Asti - Innesto con la ex S.S. n. 457 presso Portacomaro".